# Jan Załuska (lekarz)
Jan Załuska (ur. 5 stycznia 1873 w Godlewie, w pow. ostrowskim, zm. 26 stycznia 1941 w Warszawie) – polski lekarz, doktor medycyny, polityk, podpułkownik lekarz Wojska Polskiego, kawaler Orderu Virtuti Militari, w latach 1924-1927 prezes Zarządu Głównego Związku Ludowo-Narodowego, poseł na Sejm Ustawodawczy oraz Sejm I kadencji w II RP z ramienia Związku Ludowo-Narodowego.

## Życiorys
Był synem Wawrzyńca i Antoniny (wg Łozy, niepoprawnie, Anny) z Jabłonowskich. W 1891 ukończył gimnazjum w Łomży. Następnie rozpoczął studia na Wydziale Lekarskim Cesarskiego Uniwersytetu Warszawskiego. W 1894 uczestniczył w manifestacji patriotycznej w Warszawie ku czci Jana Kilińskiego, za co został aresztowany i osadzony w więzieniu na dwa tygodnie. W latach 1894–1898 był przewodniczącym Koła Oświaty Ludowej studentów Uniwersytetu. Wstąpił wówczas do Związku Młodzieży Polskiej „Zet” i Ligi Narodowej. Studia ukończył w 1898. Dyplomu nie odebrał, gdyż został ponownie aresztowany za działalność oświatową.
Osadzono go w X pawilonie Cytadeli Warszawskiej. Został skazany na zesłanie, ale udało mu się uciec do zaboru austriackiego. Osiadł we Lwowie. W latach 1903–1905 był asystentem w Katedrze Fizjologii Uniwersytetu Franciszkańskiego. W 1905 otrzymał tamże stopień doktora nauk lekarskich. W tym samym roku powrócił do Warszawy pod zmienionym nazwiskiem. Publikował m.in. w „Gazecie Warszawskiej” i „Przeglądzie Wszechpolskim”. W 1910 ożenił się z Edwardą Przyłuską i w rok później zamieszkał w Ostrowi Mazowieckiej, gdzie wydawał lokalną gazetę („Gazeta Ostrowska”).
Po roku od powrotu do Warszawy, w 1914 rozpoczął służbę jako lekarz w Legionie Puławskim, a następnie w latach 1915–1918 m.in. w I Korpusie Polskim w Rosji. W lipcu 1917 roku został członkiem Rady Polskiej Zjednoczenia Międzypartyjnego w Moskwie.
W 1919 został posłem do Sejmu Ustawodawczego z okręgu łomżyńskiego. Był reprezentantem Obozu Narodowego. W 1922 ponownie wybrany posłem z listy państwowej. W tym samym roku zweryfikowany został w stopniu podpułkownika lekarza pospolitego ruszenia ze starszeństwem z 1 czerwca 1919. Dwa lata później posiadał przydział mobilizacyjny do 1 Batalionu Sanitarnego, a w 1934 do Kadry Zapasowej 1 Szpitala Okręgowego w Warszawie.
Pełnił wysokie funkcje w Związku Ludowo-Narodowym. W latach 1919–1928 był kolejno sekretarzem generalnym, wiceprezesem i prezesem tej partii. Między 1919 a 1939 pełnił funkcję redaktora „Zorzy”. Był również sekretarzem generalnym Związku Lekarzy Państwa Polskiego (ZLPP). W latach 1931–1933 był redaktorem naczelnym dwutygodnika ZLPP Nowiny Społeczno-Lekarskie. W 1939 w Komitecie Głównym Stronnictwa Narodowego.
Zmarł w Warszawie 26 stycznia 1941. Został pochowany na cmentarzu Powązkowskim (kwatera 299b-2-18).

## Ordery i odznaczenia
- Krzyż Srebrny Orderu Wojskowego Virtuti Militari nr 5322 – 12 kwietnia 1922[8]
- Krzyż Walecznych[2]